# 檀野礼助

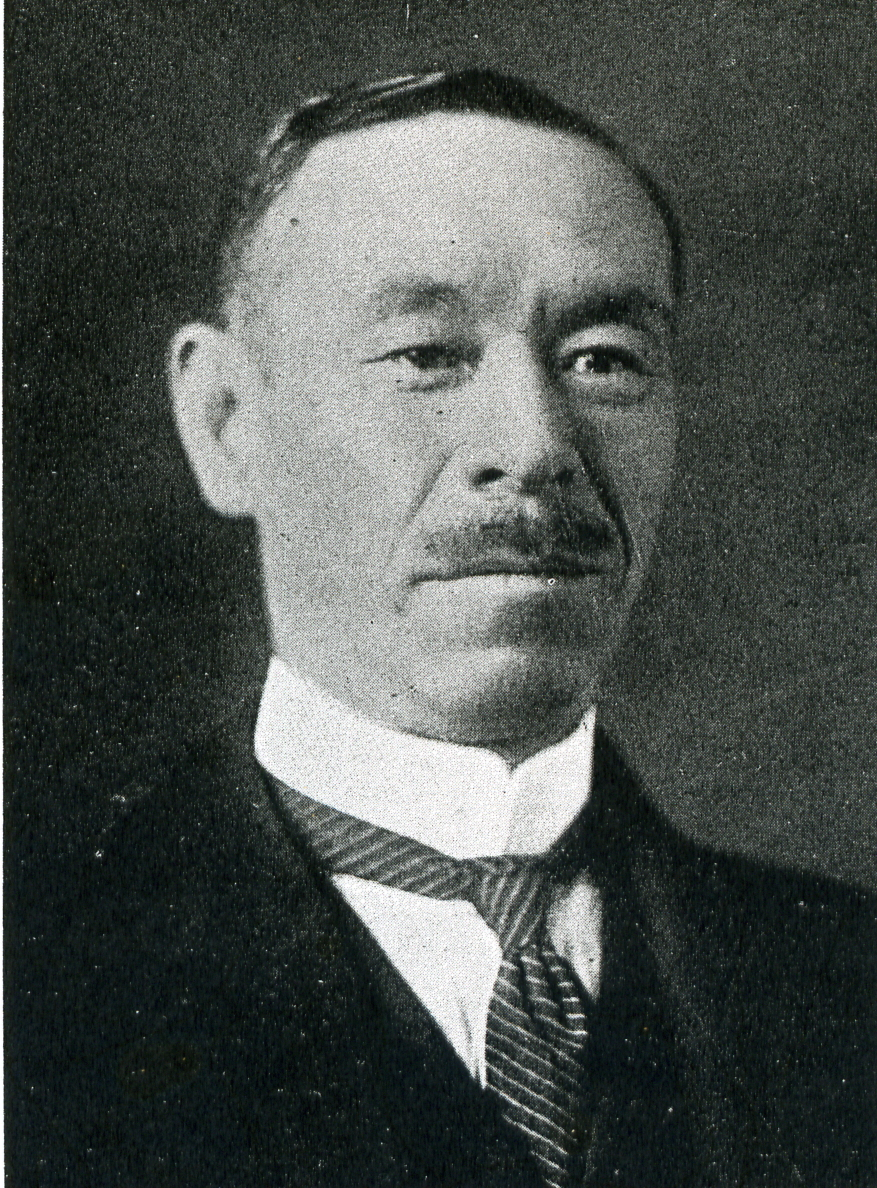
檀野礼助

檀野 礼助（檀野 禮助、だんの れいすけ、1875年（明治8年）8月9日 - 1940年（昭和15年）3月20日）は、日本の実業家、政治家。衆議院議員。幼名・繁夫。

## 経歴
長崎県彼杵郡矢上村（現長崎市）の旧佐賀藩郷士・檀野勝次、とう夫妻の長男として、高来郡諫早村の母の実家で生まれる。現川小学校、長崎県尋常中学校、第五高等中学校を経て、1899年7月、東京帝国大学法科大学法律学科（英法）を卒業した。
大学卒業後、三井物産に入社し、シンガポール出張所長、バンコック出張所長、台北出張所長、若松出張所長を歴任。1913年2月、北海道炭礦汽船に転じ、商務課長、売炭部長を務めた。その後、南洋貿易 (株) を設立して社長に、また、東京海運 (株) を設立して常務取締役にそれぞれ就任。
1920年3月、井上準之助日本銀行総裁の推薦で日魯漁業専務取締役に就任。1926年、欧米に出張して鮭鱒缶詰の輸出の促進を図った。その他、日本商事会社社長、後志製鉄社長、北海製罐倉庫社長などを務めた。
1928年2月、第16回衆議院議員総選挙において北海道第四区から出馬して当選し、衆議院議員を一期務めた。
1940年3月、小石川区の自邸で胃潰瘍のため死去した。

## 著作
- 『国際貿易論』〈商業叢書 第5編〉博文館、1902年。
- 述『日露の漁業と新条約』〈国際連盟協会叢書 第85輯〉国際連盟協会、1928年。